# أنيت داغوستينو لويد
أنيت داغوستينو لويد (بالإنجليزية: Annette D'Agostino Lloyd)‏ هي مؤرخة أمريكية، ولدت في 8 أغسطس 1962 في جزيرة ستاتن في الولايات المتحدة.

## وصلات خارجية
- أنيت داغوستينو لويد على موقع IMDb (الإنجليزية)